# Trinidad en Tobago op de Olympische Zomerspelen 2012
Trinidad en Tobago nam deel aan de Olympische Zomerspelen 2012 in Londen, Verenigd Koninkrijk.

## Medailleoverzicht
| Sport    | Olympiër                                                      | Onderdeel       | Medaille |
| -------- | ------------------------------------------------------------- | --------------- | -------- |
| Atletiek | Keshorn Walcott                                               | speerwerpen (m) | Goud     |
| Atletiek | Lalonde Gordon                                                | 400 m (m)       | Brons    |
| Atletiek | Keston Bledman Marc Burns Emmanuel Callender Richard Thompson | 4 x 100 m (m)   | Brons    |
| Atletiek | Ade Alleyne-Forte Lalonde Gordon Deon Lendore Jarrin Solomon  | 4 x 400 m (m)   | Brons    |

## Deelnemers en resultaten

### Atletiek
| Olympiër                                                      | Onderdeel              | Resultaat | Prestatie                                                          |
| ------------------------------------------------------------- | ---------------------- | --------- | ------------------------------------------------------------------ |
| Keston Bledman                                                | 100 m (m)              | HF        | 1e ronde: 10,13 halve finale: 10,04                                |
| Richard Thompson                                              | 100 m (m)              | 7e        | kwartfinale: 10,14 halve finale: 10,02 finale: 9,98                |
| Rondel Sorrillo                                               | 100 m (m)              | HF        | kwartfinale: 10,23 halve finale: 10,31                             |
| Rondel Sorrillo                                               | 200 m (m)              | series    | series: 20,76                                                      |
| Lalonde Gordon                                                | 400 m (m)              | Brons     | series: 45,43 (2e) halve finale: 44,58 (1e; pr) finale: 44,52 (pr) |
| Deon Lendore                                                  | 400 m (m)              | series    | serie 2: 45,81 (5e)                                                |
| Wayne Davis II                                                | 110 m horden (m)       | HF        | series: 13,52 halve finale: 13,49                                  |
| Mikel Thomas                                                  | 110 m horden (m)       | series    | series: 13,74                                                      |
| Jehue Gordon                                                  | 400 m horden (m)       | 6e        | serie 5: 49,37 (2e) halve finale 1: 47,96 (2e) finale: 48,86       |
| Keston Bledman Marc Burns Emmanuel Callander Richard Thompson | 4 x 100 m (m)          | Brons     | series: 38,10 finale: 38,12                                        |
| Ade Alleyne-Forte Lalonde Gordon Deon Lendore Jarrin Solomon  | 4 x 400 m (m)          | Brons     | series: 3.00,38 (NR) finale: 2.59,40 (NR)                          |
| Keshorn Walcott                                               | speerwerpen (m)        | Goud      | kwalificatie: 81,75 m finale: 84,58 m                              |
|                                                               |                        |           |                                                                    |
| Michelle-Lee Ahye                                             | 100 m (v)              | HF        | 1e ronde: 11,28 halve finale: 11,32                                |
| Kelly-Ann Baptiste                                            | 100 m (v)              | 6e        | 1e ronde: 10,96 halve finale: 11,00 finale: 10,94                  |
| Semoy Hackett                                                 | 100 m (v)              | HF        | 1e ronde: 11,04 halve finale: 11,26                                |
| Semoy Hackett                                                 | 200 m (v)              | 8e        | series: 22,81 halve finale: 22,55 finale: 22,87                    |
| Kai Selvon                                                    | 200 m (v)              | HF        | series: 22,85 halve finale: 23,04                                  |
| Janeil Bellille                                               | 400 m horden (v)       | series    | series: 57,27                                                      |
| Michelle-Lee Ahye Kelly-Ann Baptiste Semoy Hackett Kai Selvon | 4 x 100 m (v)          | dnf       | series: 42,31 finale: niet gefinisht                               |
| Ayanna Alexander                                              | hink-stap-springen (v) | 14e       | kwalificatie: 14,09 m                                              |
| Cleopatra Borel                                               | kogelstoten (v)        | 13e       | kwalificatie 18,36 m                                               |

Renny Quow (400 m, 4 x 100 m), Jamol James (4 x 100 m), Machel Cedenio (4 x 400 m) bij de mannen en Sparkle McKnight en Reyare Thomas (4 x 100 m) bij de vrouwen namen niet aan de wedstrijden deel.

### Boksen
| Olympiër      | Onderdeel                      | Resultaat | Prestatie                            |
| ------------- | ------------------------------ | --------- | ------------------------------------ |
| Carlos Suarez | licht lieggewicht (-49 kg) (m) | 1e ronde  | verloor van TUR Ferhat Pehlivan 6-16 |

### Schietsport
| Olympiër     | Onderdeel             | Resultaat | Prestatie                |
| ------------ | --------------------- | --------- | ------------------------ |
| Roger Daniel | 10 m luchtpistool (m) | 36e       | kwalificatie: 568 punten |
| Roger Daniel | 50 m pistool (m)      | 35e       | kwalificatie: 539 punten |

### Wielersport
| Olympiër        | Onderdeel             | Resultaat | Prestatie |
| --------------- | --------------------- | --------- | --- |
| Njisane Phillip | keirin (m)            | 7e        | 1e ronde serie 1: 4e herkansing serie 1: 3e halve finale serie 1: 4e 7e-12e plaats: 1e                                                                                      |
| Njisane Phillip | olympische sprint (m) | 4e        | 1/16F: won van NZL Eddie Dawkins 1/8F: won van GER Robert Förstemann KF: won van RUS Denis Dmitrjev HF: verloor van GBR Jason Kenny om brons: verloor van AUS Shane Perkins |

### Zeilen
| Olympiër     | Onderdeel        | Resultaat | Prestatie                                           |
| ------------ | ---------------- | --------- | --------------------------------------------------- |
| Andrew Lewis | laser klasse (m) | 37e       | 315 punten (46, 43, 38, 40, 28, 47, 34, 46, 14, 26) |

### Zwemmen
| Olympiër      | Onderdeel           | Resultaat | Prestatie                                       |
| ------------- | ------------------- | --------- | ----------------------------------------------- |
| George Bovell | 50 m vrije slag (m) | 7e        | series: 21,77 halve finale: 21,77 finale: 21,82 |
| George Bovell | 100 m rugslag (m)   | series    | series: 55,22                                   |

Afghanistan · Albanië · Algerije · Amerikaanse Maagdeneilanden · Amerikaans-Samoa · Andorra · Angola · Antigua en Barbuda · Argentinië · Armenië · Aruba · Australië · Azerbeidzjan · Bahama's · Bahrein · Bangladesh · Barbados · België · Belize · Benin · Bermuda · Bhutan · Bolivia · Bosnië en Herzegovina · Botswana · Brazilië · Britse Maagdeneilanden · Brunei · Bulgarije · Burkina Faso · Burundi · Cambodja · Canada · Centraal-Afrikaanse Republiek · Chili · China · Chinees Taipei · Colombia · Comoren · Congo-Brazzaville · Congo-Kinshasa · Cookeilanden · Costa Rica · Cuba · Cyprus · Denemarken · Djibouti · Dominica · Dominicaanse Republiek · Duitsland · Ecuador · Egypte · El Salvador · Equatoriaal-Guinea · Eritrea · Estland · Ethiopië · Fiji · Filipijnen · Finland · Frankrijk · Gabon · Gambia · Georgië · Ghana · Grenada · Griekenland · Groot-Brittannië · Guam · Guatemala · Guinee · Guinee‑Bissau · Guyana · Haïti · Honduras · Hongarije · Hongkong · Ierland · IJsland · India · Indonesië · Irak · Iran · Israël · Italië · Ivoorkust · Jamaica · Japan · Jemen · Jordanië · Kaaimaneilanden · Kaapverdië · Kameroen · Kazachstan · Kenia · Kirgizië · Kiribati · Koeweit · Kroatië · Laos · Lesotho · Letland · Libanon · Liberia · Libië · Liechtenstein · Litouwen · Luxemburg · Macedonië · Madagaskar · Malawi · Maldiven · Maleisië · Mali · Malta · Marshalleilanden · Marokko · Mauritanië · Mauritius · Mexico · Micronesië · Moldavië · Monaco · Mongolië · Montenegro · Mozambique · Myanmar · Namibië · Nauru · Nederland · Nepal · Nicaragua · Nieuw-Zeeland · Niger · Nigeria · Noord-Korea · Noorwegen · Oeganda · Oekraïne · Oezbekistan · Oman · Oostenrijk · Oost-Timor · Pakistan · Palau · Palestina · Panama · Papoea-Nieuw-Guinea · Paraguay · Peru · Polen · Portugal · Puerto Rico · Qatar · Roemenië · Rusland · Rwanda · Saint Kitts en Nevis · Saint Lucia · Saint Vincent en Grenadines · Salomonseilanden · Samoa · San Marino · Sao Tomé en Principe · Saoedi-Arabië · Senegal · Servië · Seychellen · Sierra Leone · Singapore · Slovenië · Slowakije · Soedan · Somalië · Spanje · Sri Lanka · Suriname · Swaziland · Syrië · Tadzjikistan · Tanzania · Thailand · Togo · Tonga · Trinidad en Tobago · Tsjaad · Tsjechië · Tunesië · Turkije · Turkmenistan · Tuvalu · Uruguay · Vanuatu · Venezuela · Verenigde Arabische Emiraten · Verenigde Staten · Vietnam · Wit-Rusland · Zambia · Zimbabwe · Zuid-Afrika · Zuid-Korea · Zweden · Zwitserland · Onafhankelijke atleten